# Todirostrum
A Todirostrum vagy toditirannusz a madarak (Aves) osztályának verébalakúak (Passeriformes) rendjébe és a királygébicsfélék (Tyrannidae) családjába tartozó nem.

## Rendszerezés
A nembe az alábbi 7 faj tartozik:
- aranysávos toditirannusz (Todirostrum chrysocrotaphum)
- sárgaszemű toditirannusz (Todirostrum cinereum)
- Todirostrum maculatum
- Todirostrum nigriceps
- Todirostrum pictum
- Todirostrum poliocephalum
- Todirostrum viridanum